# Моріц Саксонський
Моріц Саксонський (нім. Hermann Moritz von Sachsen, фр. Maurice de Saxe; відомий під ім'ям «Maréchal de Saxe» («Маршал Саксонський»); 28 жовтня 1696 — 30 листопада 1750) — французький військовий діяч, один з найвидатніших полководців XVIII століття. Маршал Франції (1744), Головний маршал Франції (1747). Учасник війн за іспанську, польську, австрійську спадщини, а також Сьомої османсько-венеційської й Великої Північної воєн.

## Біографія

### Молоді роки
Походив з династії Веттінів. Позашлюбний син Августа Фрідриха, курфюрста Саксонського, та Аврори фон Кенігмарк (онуки генерал-фельдмаршала Ганса Христофа фон Кенігсмарка). Навчався у Гамбурзі, Берліні, Утрехті та Гаазі. У 1709 році його військову освіту доручено графові Шуленбургу. У 1710—1711 роках брав участь у війні за іспанський спадок у складі армії Фрідриха Вюртенберзького. У 1712 році, по поверненню до Саксонії, отримує від свого батька титул графа та полк у командування.
Того ж року долучився до війни із Швецією (на той час тривала Північна війна). Втім зазнав поразки у битві при Гадебуши (Мекленбург) внаслідок слабкої дисципліни серед вояків. Після цього Моріц не виявляв військової активності. У 1716 році у зв'язку з укладанням миру із Швецією полк Моріца було розпущено. Того ж року долучився до війська Євгена Савойського, який очолював австрійську армію у війні з Османською імперією.
У 1721 році Август II, курфюрст Саксонський, відправляє свого сина на службу до Франції. тут він відразу отримав звання генерал-майора та полк у власне командування. Водночас поповнює свої військові знання у Шарля де Фолара. Втім у 1725 році Моріц переїздить до Варшави. Тут у 1726 році при підтримці удови курляндського герцога Анни, яка закохалася у Моріца, обирається герцогом Курляндії. Втім натикається на спротив сейму Речі Посполитої, але це вдалося перебороти. 28 липня 1726 року Моріц Саксонський приїздить до Митави. Втім вступити йому на трон завадив впливовий міністр Російської імперії Олександр Меньшиков, який теж бажав стати герцогом. Тому зрештою Моріц Саксонський відмовляється зайняти курляндський трон й у 1727 році повертається до Франції.

### У Франції
Тут він починається активно вивчати праці з військової стратегії та тактики, аналізувати правила ведення сучасного йому бою. У 1733—1734 роках брав участь у війні за польський спадок, в якій проявив себе при облозі Філіппсбурга, за що король Людовик XV надав йому звання генерал-лейтенанта.
У 1740 році Моріц був серед тих, хто спонукав короля Франції вступити у війну за австрійський спадок на боці Баварії. У 1741 році Моріц на чолі кавалерійського полку перетнув Рейн й рушив до Чехії. Тут перебував до 1742 року, відзначившись при взятті Праги у 1741 році та Егера у 1742 році. Вслід за цим їде до Росії, де знову висуває свої претензії на герцогство Курляндське, але марно й повертається до Франції.
У 1743 році захищав Ельзас від австрійців. Того ж року планував висадитися в Англії, проте буря розкидала французький флот. В 1744 році він стає маршалом, після чого йому було довірено командування французькою армією в Австрійських Нідерландах.
Моріц здобув блискучі перемоги у 1745 році у битві при Фонтенуа та у 1746 році у битві при Рокурі. Вслід за цим захопив Брюссель, Аденаурд, Гент, в результаті усі Австрійські Нідерланди опинилися під владою Франції. У 1747 році розбив ворогів у битві при Лауфельді. Того ж року Людовик XV призначає Моріца Саксонського головним маршалом Франції. Моріц зайняв Маастріх та Берген-оп-Зоом. Незабаром після цього він захопив Льєж та провінцію Зеландія, яка належала Голландії. Поява французької армії на голландській землі викликала сильне обурення її населення проти Генеральних Штатів, і в результаті безкровної революції головою держави — штатгальтером — став Вільгельм IV Оранський.
У 1748 році після закінчення війни призначається губернатором королівського замку Шамбор. Тут він й помер 30 листопада 1750 року.

## Сім'я
1. Дружина — Іоганна Вікторія Тегендрайх фон Лебен (1699—1747)
Діти:
- Август Адольф (1715)

2. Коханка — Адрієна де Верер (1730—1775)
Діти:
- Марія-Аврора (1748—1821)

## Літературна діяльність
Є автором трактату про війну і військову справу («Mes réveries», тобто «Марення»), який було видано у 1756 році й служив у XVIII ст. головною основою для вивчення військового мистецтва.
Віддаючи належне Раймунду Монтекукколі і Шарлю де Фолару, Моріц Саксонський перший говорить, що найважливіше на війні — це безглузде серце, ставить на повний зріст проблему врахування моральних якостей вояка.
У цьому творі чимало думок, що значно випередили століття Моріца, зокрема:
- ідея про загальнообов'язкову військову повинність;
- формування легіонів — самостійних тактичних одиниць — з 3 родів військ;
- створення зброї, яка заряджається з казни;
- посилення вогню піхоти;
- заміна хліба сухарями і капелюхів касками;
- віддав перевагу витривалій, зімкнуто атакуючої кар'єром кавалерії.

Також в ньому представлені основи військової тактики у літній та зимовій період, облаштування таборів.